# Línea C32 (autobuses urbanos de Granada)
La línea C32 es una línea regular de autobús urbano de la ciudad española de Granada. Es operada por la empresa Alhambra Bus.
Realiza un recorrido circular con cabecera en Plaza Nueva. Tiene una frecuencia media de 9 minutos.

## Recorrido
La línea consistía en realizar de forma continuada los recorridos de las líneas 30 y 31. Por ello tenía una forma compleja, que pasaba 3 veces por su cabecera, al inicio, a mitad y al final, y que realizaba en un único sentido. La finalidad del complejo recorrido era permitir unir las dos zonas más turísticas de la ciudad, Alhambra y Albaicín, sin la necesidad de realizar un trasbordo en las cabeceras de las líneas. Es por ello que se le denominaba «Conexión Alhambra-Albaicín».
A partir de la peatonalización de la Carrera del Darro,por donde pasaba para adentrarse en el Albaicín,esta se quedó inactiva y las líneas 31 y 35,con las que iba por este paso tuvieron que cambiar bruscamente su recorrido para entrar en vez por la Carrera del Darro,que está al sur del Albaicín por la Carretera de Murcia,que se encuentra al norte de este.